# Interstate 82
I-82 eller Interstate 82 är en amerikansk väg, Interstate Highway, i Washington och Oregon.